# ネイル・グアイ
ネイル・グアイ（Jean-Neil Guay、1942年7月21日 - ）は、カナダの元プロレスラー。ケベック州マタン出身のフランス系カナダ人。生年は1945年ともされる。
ザ・ハングマン（The Hangman）などのリングネームで知られ、覆面レスラーとしても活躍した。

## 来歴
元警察官で、現職時代は柔道の達人であったという。退職後、1960年代よりプロレスラーとして活動。ジャン＝ピエール・ラサール（Jean-Pierre LaSalle）やル・ボレー（Le Bourreau＝死刑執行人）などのリングネームを用い、モントリオールのグランプリ・レスリングやインターナショナル・レスリング、カルガリーのスタンピード・レスリング、マリタイム地区のイースタン・スポーツ・アソシエーションなどカナダの各プロモーションを転戦した。
1974年末に覆面レスラーのスーパー・デストロイヤー（The Super Destroyer）に変身して、翌1975年4月に新日本プロレスの『第2回ワールド・リーグ戦』に初来日。公式戦では10勝4敗1分けという戦績を残した（アントニオ猪木、坂口征二、大木金太郎、キラー・カール・クラップに敗退し、ストロング小林と引き分け。マサ斎藤からはカウントアウト勝ちを収めた）。リーグ戦終了直後の韓国遠征にも参加し、5月23日に奨忠体育館にて大木のインターナショナル・ヘビー級王座に挑戦。試合後に覆面を剥がされ素顔を曝している。
1975年10月よりカルガリーにて、タワーリング・インフェルノ（The Towering Inferno）なるマスクマンに再変身。ブッチャー・ブラニガン、ドン・ガニア、ミスター・ヒト、ギル・ヘイズらヒール勢と共闘して、エディ&ジェリー・モローが保持していたインターナショナル・タッグ王座にも挑戦した。このギミックで1976年4月の『第3回ワールド・リーグ戦』に再び来襲するが、負傷により途中欠場するなど、前年のような活躍は果たせなかった。
帰国後、黒覆面のザ・ハングマン（The Hangman）を名乗って太平洋岸のNWAロサンゼルス地区に出現。絞首刑用のロープを手にした怪ヒールとして頭角を現し、1976年9月3日にチャボ・ゲレロを破ってアメリカス・ヘビー級王座を獲得、10月29日にはロディ・パイパーと組んでアメリカス・タッグ王座も奪取。ミル・マスカラスとのマスクマン対決も行っている。1977年には素顔のネイル・グアイ名義でテキサス西部のアマリロ地区にも遠征、ドリー・ファンク・ジュニアやテッド・デビアス、アメリカ武者修行中の天龍源一郎らと対戦した。
以降もLAを主戦場に、1977年5月からはベビーフェイスに転向してキース・フランクス（後のアドリアン・アドニス）と抗争を展開。一時はフランクスに覆面を剥がされたが、報復として彼の髪の毛をカットしている。フェイスターン後のLAではプロフェッサー・タナカ、タンク・パットン、ブル・ラモスともアメリカス・ヘビー級王座を争った。同年8月、ザ・ハングマン名義で新日本プロレスの『闘魂シリーズ』に通算3度目の来日。スタン・ハンセン、ブラックジャック・マリガンとの超大型外国人トリオの一角として、9月29日に大阪府立体育館にて、ハンセンと組んで坂口&小林の北米タッグ王座に挑戦した。
1978年、ジョン・ルイ（John Louie）またはフランス名のジャン・ルイ（Jean Louie）をリングネームに、素顔となってテネシー州メンフィスのCWA（旧NWAミッドアメリカ）に登場。ソニー・キングをマネージャーに迎えて再びヒールとなり、4月24日のミッドサウス・コロシアムではジェリー・ローラーとの髪切りマッチが行われた。タッグでは同じフランス系カナダ人のジョー・ルダックをパートナーに、ローラー&ジミー・バリアントの人気コンビと南部タッグ王座を争った。
その後はジャン・ルイの名義でカナダに戻り、1979年5月14日にバンクーバーでNWAパシフィック・コースト・ヘビー級王座を獲得。同地区ではボビー・ジャガーズらとタッグを組み、ジン・キニスキーやドン・レオ・ジョナサンをはじめ、因縁のアドリアン・アドニスや海外遠征中の剛竜馬とも対戦した。
1979年9月よりAWAに参戦し、またもや覆面レスラーに変身。スーパー・デストロイヤー・マークII（後のサージェント・スローター）のパートナー、スーパー・デストロイヤー・マークIII（The Super Destroyer Mark III）を名乗り、大型マスクマン・チームを結成する。当時バーン・ガニア&マッドドッグ・バションが保持していたAWA世界タッグ王座にも再三挑戦したが、後に仲間割れを起こし、マークII（スローター）はボビー・ヒーナン、マークIII（グアイ）はロード・アルフレッド・ヘイズをマネージャーに覆面レスラー同士の抗争も行った。
1980年下期からは再び覆面を脱ぎ、素顔のザ・ハングマンとしてWWFに進出。フレッド・ブラッシーをマネージャーに迎え、ボブ・バックランドのWWFヘビー級王座やペドロ・モラレスのインターコンチネンタル王座に再三挑戦、ブルーノ・サンマルチノやリック・マーテルとも対戦し、ニューヨークのマディソン・スクエア・ガーデンではドミニク・デヌーチらを下した。同年8月9日に開催されたシェイ・スタジアムでのビッグ・イベント "Showdown at Shea" では、レネ・グレイを相手に勝利を飾っている。11月には新日本プロレスの『第1回MSGタッグ・リーグ戦』に、アンドレ・ザ・ジャイアントのパートナーとして通算4度目の、そして素顔では初の来日を果たす。決勝戦には進めなかったものの、スタン・ハンセン&ハルク・ホーガン組とのスーパーヘビー級タッグ対決は話題を呼んだ。
その後は地元のモントリオールに定着し、ジノ・ブリットやディノ・ブラボーらが運営していたインターナショナル・レスリング（Lutte Internationale）にて、スウェード・ハンセンやクレージー・セーラー・ホワイトとのタッグなどで活動していた。1986年に引退したが、5年後の1991年に交通事故で重傷を負って以来、杖歩行を余儀なくされたという。
2019年にはマッドドッグ&ブッチャー・バションのドキュメンタリー映画 "Mad Dog & The Butcher" に声のみ出演した。

## 得意技
- ハングマンズ・ホールド（相手と背中合わせになった状態で後ろから手を回して相手の首を掴み、そのままカナディアン・バックブリーカーのような体勢で担ぎ上げる怪力技。マッドドッグ・バションの実弟ブッチャー・バションやデビッド・シュルツなども得意としていた）
- ネック・ハンギング・ツリー
- カナディアン・バックブリーカー
- ペンデュラム・バックブリーカー
- ベアハッグ

## 獲得タイトル
NWAハリウッド・レスリング
- NWAアメリカス・ヘビー級王座：2回 [12]
- NWAアメリカス・タッグ王座：1回（w / ロディ・パイパー）[13]

NWAオールスター・レスリング
- NWAパシフィック・コースト・ヘビー級王座：1回 [21]

コンチネンタル・レスリング・アソシエーション
- NWA南部タッグ王座（ミッドアメリカ版）：2回（w / ジョー・ルダック） [20]

インターナショナル・レスリング（モントリオール）
- インターナショナル・タッグ王座：1回（w / スウェード・ハンセン）[30]